# Krištof Spindler
Krištof Spindler (špíndler), slovenski pastor in  protestantski pridigar, * (?) 1546, Göppingen, Avstrija, † 22. oktober 1591, Ljubljana.
Spindler je od 1563 do 1567 študiral na univerzi v Tübingenu in bil 1569 ordiniran, nato je na Trubarjev predlog prišel v Ljubljano za pastorja. Vodil je nemško in slovensko cerkev in si v skladu z dogovorom štajerskih, koroških in kranjskih deželnih stanov v Brucku ob Muri (nemško Bruck an der Mur) prizadeval za dobro sodelovanje. Po njegovi zaslugi so od 1569 do 1581 v Ljubljano prišli znani pridigarji Janž Schweiger (1569), Jurij Dalmatin (1572) in F. Trubar (1581).
Spindler se je zavemal za slovensko književnost, med drugim je podpiral izdajo Dalmatinovega prevoda Biblije, kot šolski nadzornik pa za boljše gmotne razmere v šolstvu.